# Dima (Burkina Faso)
Pour les articles homonymes, voir Dima.
Dima est une commune située dans le département de Sami de la province des Banwa au Burkina Faso.